# Blonde (film 2022)
Blonde è un film del 2022 scritto e diretto da Andrew Dominik.
La pellicola, basata sull'omonimo romanzo del 1999 di Joyce Carol Oates, narra, in maniera libera, parti della vita dell'attrice Marilyn Monroe, interpretata da Ana de Armas.

## Trama
Da bambina, Norma Jeane Mortenson Baker viene cresciuta dalla madre mentalmente instabile Gladys, che la picchia frequentemente. Al suo settimo compleanno, nel 1933, le viene data una foto incorniciata di un uomo, che Gladys sostiene essere suo padre. Più tardi quella notte, scoppia un incendio sulle colline di Hollywood e Gladys accompagna Norma Jeane lassù, sostenendo che suo padre vive lì, ma è costretta a tornare a casa per ordine della polizia. Così una Gladys infuriata cerca di affogare Norma Jeane nella vasca da bagno quando la bambina chiede di suo padre ma, alla fine, la lascia andare. Norma Jeane scappa a casa dei suoi vicini, che le promettono che starà bene. Ma subito dopo pochi giorni, Norma Jeane viene mandata in un orfanotrofio mentre Gladys viene ricoverata in un ospedale psichiatrico, essendo stata dichiarata non idonea a crescere una bambina.
Negli anni quaranta, Norma Jeane diventa una ragazza pin-up con il nome d'arte di Marilyn Monroe, che appare su copertine di riviste e calendari. Decide di provare a recitare e fa diverse audizioni che però finiscono male (in una addirittura viene violentata dal regista nello studio di lui). Nel 1950, tenta un'altra audizione, per il ruolo di Nell in La tua bocca brucia. L'audizione va male dopo che lei crolla e se ne va in lacrime, ma impressiona abbastanza il direttore del casting da darle la parte. Mentre la sua carriera di attrice cresce costantemente, incontra Charles "Cass" Chaplin Jr. ed Edward G. "Eddy" Robinson Jr., con i quali inizia una relazione poliamorosa. Norma Jeane ottiene il suo ruolo da protagonista nel 1953 con Niagara, ma dopo essere stata avvistata con Cass ed Eddy, il capo dello studio le dice di limitare le sue apparizioni con loro in pubblico.
Norma Jeane rimane incinta, con sua grande gioia, ma alla fine decide di abortire per paura che il bambino possa ereditare i problemi mentali di Gladys. Tuttavia, il giorno dell'appuntamento, cambia idea, ma è troppo tardi. In seguito incontra Joe DiMaggio, un atleta in pensione che simpatizza con lei quando esprime il suo desiderio di lasciare Hollywood e diventare un'attrice più seria a New York City. Mentre gira Gli uomini preferiscono le bionde, riceve una lettera da un uomo che afferma di essere suo padre così Norma Jeane si sente, in seguito, disconnessa dalla sua performance sullo schermo alla premiere del film. Ritorna nella sua stanza d'albergo, dopo che le è stato detto che qualcuno la sta aspettando e aspettandosi che sia suo padre, trova invece Joe, che le chiede di sposarlo, cosa che lei accetta con riluttanza.
Il matrimonio di Norma Jeane e Joe si inasprisce quando Cass ed Eddy danno a Joe alcune sue foto pubblicitarie di nudo, il che fa arrabbiare Joe così tanto che lui la picchia e le impone di rifiutarsi di girare Quando la moglie è in vacanza per principio. Tuttavia, continua ancora con le riprese, facendo la famosa trovata pubblicitaria con l'abito bianco. Quando torna a casa, Joe ubriaco urla e diventa fisicamente violento con lei, che quindi decide di divorziare da lui poco dopo.
Nel 1955, Norma Jeane fa un provino per la commedia a Broadway Magda, scritta dal famoso drammaturgo Arthur Miller. Durante una lettura, la sua performance impressiona tutti tranne lo stesso Arthur che, alla fine si scalda con lei quando questa gli fornisce un'analisi approfondita del personaggio. Norma Jeane e Arthur tuttavia presto si sposano e si trasferiscono nel Maine, dove vivono una vita felice e dopo poco Norma Jeane rimane incinta. Tuttavia, quando un giorno cammina sulla spiaggia, inciampa e abortisce. Sconvolta, torna a recitare subito dopo.
Durante le riprese di A qualcuno piace caldo, Norma Jeane diventa più incontrollabile: è sopraffatta dalla costante attenzione della stampa, si sente presa in giro, ha frequenti sfoghi sul set, soprattutto nei confronti del regista Billy Wilder, e si allontana sempre più da Arthur, così per far fronte al suo stress, inizia a prendere pillole e pasticche di ecstasy.
Nel 1962 Norma Jeane è ormai diventata dipendente da droghe e alcol. Viene avvicinata dagli agenti dell'FBI durante un volo per New York, dove viene portata in un hotel in cui esegue una fellatio al presidente Kennedy, che diventa rapidamente spiacevole quando questo la aggredisce sessualmente, in seguito. Già stordita e drogata dalle pillole, lei ha allucinazioni per un altro aborto e viene rimandata a casa sua a Los Angeles. Viene a sapere da Eddy al telefono che Cass è morto di alcolismo e le ha lasciato qualcosa, che all'inizio si rifiuta di vedere, ma viene convinta da Eddy, che lo spedisce in un pacco per posta. Il ricordo di Cass risulta essere il peluche di tigre che Norma Jeane aveva da bambina, e il pacco contiene anche una lettera in cui confessa che le lettere che Norma Jeane ha ricevuto, presumibilmente da suo padre, erano in realtà scritte da lui.
Distrutta dalla rivelazione, Norma Jeane va in overdose di barbiturici e torna a letto incespicando; mentre giace morente, ha una visione di suo padre, ritratto come l'uomo nella fotografia che Gladys le regalò il giorno del suo settimo compleanno, che la accoglie nell'aldilà.

## Produzione

### Pre-produzione
Andrew Dominik, regista e sceneggiatore del film, iniziò a lavorare a un adattamento cinematografico del romanzo Blonde di Joyce Carol Oates già nel 2010. Il 1º giugno 2012 è stato annunciato che la Plan B Entertainment avrebbe prodotto il film, con Brad Pitt, Dede Gardner e Jeremy Kleiner.

### Cast
Il 14 marzo 2019 è stato annunciato che Ana de Armas era entrata in trattative per interpretare la protagonista, dopo che negli anni Naomi Watts e Jessica Chastain erano state scelte per il ruolo. Nell'agosto 2019 Adrien Brody, Bobby Cannavale e Julianne Nicholson si sono uniti al cast, così come Garret Dillahunt, Scoot McNairy, Lucy DeVito, Michael Masini, Spencer Garrett, Chris Lemmon, Rebecca Wisocky, Ned Bellamy e Dan Butler il mese successivo.

### Riprese
Le riprese principali sono iniziate a Los Angeles nell'agosto 2019 e sono terminate nel luglio 2021, dopo varie pause dovute alla pandemia di COVID-19. Il budget del film è stato di ben 22000000 $.
Una gran parte del film è stata girata in bianco e nero.

### Post-produzione
Joyce Carol Oates, l'autrice del libro su cui è basato il film, dopo aver visto il montaggio preliminare ha dichiarato: "Ho visto il primo montaggio dell'adattamento di Andrew Dominik ed è sorprendente, geniale, molto inquietante e (cosa forse ancora più sorprendente) è un'interpretazione completamente 'femminista'... non credo che un altro regista abbia mai ottenuto qualcosa del genere".

## Promozione
Il teaser trailer è stato diffuso online il 16 giugno 2022, mentre il trailer il 28 luglio successivo.

## Distribuzione
Il film è uscito sulla piattaforma di streaming Netflix il 28 settembre 2022.
La pellicola è stata presentata in concorso alla 79ª Mostra internazionale d'arte cinematografica di Venezia.

### Divieti
Negli Stati Uniti, Blonde ha ottenuto il rating restricted da parte della MPAA, perciò la visione del film sarà vietata ai minori di 17 anni non accompagnati da un adulto, a causa della presenza di scene sessualmente esplicite.

### Adattamento italiano

#### Doppiaggio
L'edizione italiana del film è stata curata da Jessica Lodo, direttrice del doppiaggio e anche autrice di dialoghi, con l'assistenza di Giorgia Brusatori. Il doppiaggio italiano, invece, venne eseguito dalla Dubbing Brothers Int. Italia che si è occupata anche della sonorizzazione.

## Accoglienza

### Critica
Il film ha ricevuto critiche perlopiù negative sia dalla critica che dal pubblico. Sul sito di recensioni Rotten Tomatoes ha ottenuto un punteggio del 42% e un voto medio di 5.50 su 10 basato su 299 recensioni professionali. Il consenso generale della critica recita: "La brillante performance di Ana de Armas rende difficile distogliere lo sguardo, ma Blonde può essere difficile da guardare mentre oscilla tra il commentare lo sfruttamento e il contribuire ad esso". Su Metacritic ottiene invece un punteggio di 50 su 100 basato su 57 critiche. Più benevolo, in Italia, il commento di Carlo Valeri che su Sentieri Selvaggi lo promuove così: "Blonde è un lost highway lynchiano che immerge la carne e il volto della star in un incubo horror uterino".
Alla 79ª Mostra internazionale d'arte cinematografica di Venezia la pellicola ha ricevuto una standing ovation di 14 minuti.
Ai Razzie Awards 2022 il film ha ricevuto il premio per il peggior film e la peggior sceneggiatura.

### Controversie
Il film è stato accusato da più parti di sessismo e di propaganda antiabortista. Scrivendo per IndieWire, Samantha Bergeson affermò che il film si fa portavoce di una dichiarazione antiabortista mostrando un feto generato in CGI che parla alla Monroe. Charles Pulliam-Moore scrisse su The Verve che il feto in CGI di Blonde "è propaganda anti-aborto travestita da arte", e definì agghiacciante la scena nella quale "un feto parla con Marilyn Monroe dall'interno del suo utero per farla vergognare di aver abortito in passato." Giudizio condiviso dall'attivista per il diritto all'aborto Caren Spruch, direttrice nazionale della Planned Parenthood Federation of America, che definì la scena in questione una "descrizione inaccurata dal punto di vista medico dei feti e della gravidanza" in una dichiarazione fatta al The Washington Post. Steph Herold, ricercatore presso la University of California at San Francisco che studia la rappresentazione dell'aborto in film e programmi televisivi, disse che la scena dove il personaggio della Monroe parla con il feto "l'ha totalmente infantilizzata in modi che ha visto solo nei film di propaganda anti-aborto", Herold concluse: «Ne sono rimasto piuttosto scioccato, soprattutto vista la piattaforma e la qualità mainstream di questo film».

## Riconoscimenti
- 2023 - Premio Oscar[24]
  - Candidatura per la miglior attrice protagonista a Ana de Armas
- 2023 - Golden Globe[25]
  - Candidatura alla migliore attrice protagonista a Ana de Armas
- 2023 - BAFTA[26]
  - Candidatura alla migliore attrice protagonista a Ana de Armas
- 2022 - Mostra Internazionale d’arte cinematografica di Venezia
  - Candidatura per il Leone d’Oro al miglior film ad Andrew Dominik
- 2022 - Razzie Awards[27][28]
  - Peggior film
  - Peggior sceneggiatura a Andrew Dominik
  - Candidatura per il peggior prequel, remake, rip-off o sequel
  - Candidatura per il peggior attore non protagonista a Xavier Samuel
  - Candidatura per il peggior attore non protagonista a Evan Williams
  - Candidatura per la peggior coppia a "entrambi i personaggi della vita reale nella fallace scena della camera da letto della Casa Bianca"
  - Candidatura per la peggior coppia a "Andrew Dominik e i suoi problemi con le donne"
  - Candidatura per il peggior regista a Andrew Dominik